# Paris Barclay
Paris K. C. Barclay (Chicago, 30 giugno 1956) è un produttore televisivo e regista statunitense, due volte vincitore del premio Emmy.
È diventato uno dei più ricercati registi televisivi dirigendo oltre 100 episodi di serie televisive come NYPD Blue, E.R. - Medici in prima linea, The West Wing, CSI: Scena del crimine, Lost, The Shield, Dr. House, Law & Order, Detective Monk, Numb3rs, City of Angels, Cold Case e più di recente The Mentalist, Sons of Anarchy, NCIS: Los Angeles, The Good Wife, In Treatment, e Glee.

## Carriera
Dopo la laurea, ha lavorato in pubblicità. È poi passato alla regia e produzione di video musicali. In seguito ha diretto una grande varietà di episodi di serie televisive. È stato anche produttore della serie Cold Case. Ha inoltre diretto alcuni film cinematografici come Un ragazzo veramente speciale.

## Filmografia parziale

### Televisione
- The Big Time, regia di Paris Barclay –film TV (2002)

## Premi e riconoscimenti
- Primetime Emmy Awards
  - 1998 - Migliore regia di una serie drammatica - NYPD - New York Police Department (NYPD Blue), episodio Lost Israel, Part 2
  - 1999 - Migliore regia di una serie drammatica - NYPD - New York Police Department (NYPD Blue), episodio Hearts and Souls